# 현진영
현진영(본명: 허현석, 1971년 2월 3일~)은 대한민국의 가수이자 힙합 랩 음악가 겸 작사가·작곡가이고, 프로듀서 겸 음반 제작인이다. 그의 아버지는 국내 1세대 재즈 피아니스트인 허병찬이다.

## 생애
《SM 엔터테인먼트》의 1호 가수로 활동을 시작하였다. 1987년에 발탁되어 2년이 넘는 혹독한 트레이닝을 거쳐, 1989년 국내 최초의 실험성 짙은 상업적인 싱글 음반이라 일컬어지는 《야한 여자(작사: 현진영 / 작곡: 홍종화)》를 발표, 이후 토끼춤을 선보이며, 한때 국내의 댄스 음악의 판도를 바꾸어 놓았다. 1990년 현진영과 와와 1집 《New Dance》로 데뷔, 수록곡 중 "슬픈 마네킹(작사: 오선화 / 작곡: 홍종화)"과 "야한 여자"는 당시로선 파격적인 랩을 선보여 화제가 되었다. 현진영과 와와 1기 시절 백댄서 두 사람을 데리고 다녔는데 이들은 훗날 클론으로 데뷔하게 된다. 이어 1992년《New Dance 2》에 실린 〈흐린 기억속의 그대〉가 히트하면서 청소년에게 큰 인기를 얻었는데 이 때부터 솔로 가수 활동을 했다. '흐린 기억 속의 그대'는 그의 절친 이탁이 작사/작곡을 했다고 한다. 대한민국에 힙합 음악을 맨 처음 도입한 가수가 누군지에는 아직 논란의 여지가 있으나, 현진영은 그 중 한 명임에 틀림없다. 대표곡 '흐린 기억속의 그대', '현진영 go 진영 go'를 발표하고 무대에서 보여준 새로운 댄스 엉거주춤과 X자 마크가 새겨져 있는 커다란 후드티와 큼직한 청바지는 대한민국에 힙합 패션을 유행시키며 X세대를 만들어낸 주인공이다. 1993년 9월에는 3집 《Int.World Beat And Hiphop Of New Dance 3》를 발표하며, 타이틀곡 '두근두근 쿵쿵'으로 그 당시 속사포 같은 랩과 흑인 필이 강한 보컬을 선보여 화제가 되었으나 한달 만에 필로폰 투여에 향 정신성 의약품 관리법을 위반한 혐의로 구속, 입건되었다. 1997년 힙합 랩 댄스 그룹 "탁2준2"의 멤버이자 "흐린 기억 속의 그대"를 작사/작곡한 이탁과 함께 프로젝트 그룹 앨범 I.W.B.H.로 갱스터 힙합을 선보였다. 2002년에 4집 《요람》을 발표하면서 마약 중독을 이겨 내며 마약 퇴치 활동을 벌이기도 하였다. 2006년 국내에는 생소한 장르인 재즈힙합 5집 앨범 《Street Jazz In My Soul》을 발표했다. 또 2007년에는 소리쳐봐(Break me down)의 후속곡인 'Paradise'를 발표에서 완벽 재기에 성공하는 성과를 거두었다.
현재 KL스타엔터테이먼트의 총괄프로듀서로 있으며, 2014 신인 걸그룹 투아이즈와 조성모의 새 앨범 《윈드 오브 체인지(Wind of change)》의 프로듀서를 맡았다. 2014년 호서전문학교 실용음악과 교수로도 재직했었다.
2015년 이후 일렉트로닉 재즈 힙합 장르의 '무념무상'이란 새로운 장르로 싱글 앨범이 발매하였다.
2017년 세종사이버대학교 초빙교수로 재직 중이다.
현진영과 와와 백댄서 출신 가수로는 클론, 듀스, 션(지누션)이 있다.

## 음반 목록
- 현진영 싱글앨범 현진영과 와와. 싱글 앨범 《New Dance.》, 1990년 4월 - 〈야한여자〉
- 현진영 1집앨범 현진영과 와와 《New Dance vor.1》, 1990년 8월 - 〈슬픈 마네킹〉, 〈야한 여자〉
- 현진영 2집앨범 《New Dance 2》, 1992년 8월 - 〈흐린 기억속의 그대〉, 〈너는 왜(현진영go 진영go)〉
- 현진영 3집앨범 《INT. World Beat And Hiphop (New Dance 3)》, 1993년 9월 - 〈두근두근 쿵쿵〉
- 현진영 프로젝트 앨범 《I.W.B.H.》 (INT. World Beat And Hiphop), 1997년 - 〈뻗어봐〉, 〈Stop drug〉, 〈Stop ADIS〉
- 현진영 4집앨범 《Wild Gangster Hiphop》, 2002년 - 〈용쟁호투〉, 〈요람〉
- 현진영 영화음악 앨범 《영화-동상이몽 O.S.T》 - 2004년 <LOVE IS>
- 현진영 영화음악 앨범 《영화-신데렐라 O.S.T》 - 2005년
- 현진영 5집 재즈힙합 베타앨범 《Street Jazz In My Soul》 (2006년) - 〈Break Me Down〉, 〈한Q〉
- 현진영 5집 재즈힙합 1집앨범 《Street Jazz In My Soul》 2007년 NEW JAZZ HIP HOP 1 - (소리쳐봐), (파라다이스)
- 현진영 《Paradise》 - 2007년
- 현진영 《Street Jazz In My Soul Vol. 2》 - 2016년
- 현진영 드라마음악 앨범 《드라마-빛나라 은수 O.S.T Part 22》 - 2017년
- 현진영 《내맘대로》 - 2017년

## 수상 내역

### 가요 프로그램 1위
| 연도             | 수상 내역 (총 17회) |
| ---------------- | --- |
| 1992년 (총 12회) | - 흐린 기억속의 그대 (총 12회) - 10월 23일 MBC 《여러분의 인기가요》 1위 - 10월 30일 MBC 《여러분의 인기가요》 1위 (2주 연속) - 11월 6일 MBC 《여러분의 인기가요》 1위 (3주 연속) - 11월 13일 MBC 《여러분의 인기가요》 1위 (4주 연속) - 11월 27일 MBC 《여러분의 인기가요》 1위 (5주 연속) - 12월 1일 SBS 《인기가요》 1위 - 12월 4일 MBC 《여러분의 인기가요》 1위 (6주 연속) - 12월 8일 SBS 《인기가요》 1위 (2주 연속) - 12월 15일 SBS 《인기가요》 1위 (3주 연속) - 12월 16일 KBS 《가요톱텐》 1위 - 12월 22일 SBS 《인기가요》 1위 (4주 연속) - 12월 23일 KBS 《가요톱텐》 1위 (2주 연속) |
| 1993년 (총 5회)  | - 흐린 기억속의 그대 (총 5회) - 1월 6일 KBS 《가요톱텐》 1위 (3주 연속) - 1월 7일 SBS 《인기가요》 1위 (5주 연속) - 1월 14일 SBS 《인기가요》 1위 (6주 연속) - 1월 20일 KBS 《가요톱텐》 1위 (통산 4주) - 1월 27일 KBS 《가요톱텐》 1위 (통산 5주) |

## 가수 외 활동

### 영화
- 《칙칙이의 내일은 챔피언》 단역 (1991년)
- OCN TV영화 《동상이몽》 음악감독
- 《신데렐라》 음악감독 (2006년)
- 《낭만 캠퍼스》 (2023년) 본인

### CF
- 1992년 롯데제과 참새방앗간
- 1993년 롯데제과 렛츠고껌
- 1993년 롯데제과 치토스
- 1993년 죠다쉬 가방

### 예능
| 연도      | 방송사 | 제목                          | 역할         | 비고 |
| --------- | ------ | ----------------------------- | ------------ | ---- |
| 2015      | MBC    | 미스터리 음악쇼 복면가왕      | [ 7 ]        |      |
| 2018      | KBS1   | TV는 사랑을 싣고              | 게스트       |      |
|           | JTBC   | 리와인드 - 시간을 달리는 게임 | 17, 18, 24회 |      |
| 2023~현재 | KBS2   | 살림하는 남자들               |              |      |

### 교양
- 2002년 KBS2 《TV는 사랑을 싣고》 - 게스트
- 2018년 skyPetpark 《잘살아보시개 (시즌2)》 - 오서운과 공동 출연
- 2020년 채널A 《행복한 아침》 - 3월 20일 게스트

## 같이 보기
- 이상민
- 신해철
- 클론: 구준엽과 강원래 둘 다 현진영의 백댄서였다.